# Hoa hậu Hoàn vũ 2016
Hoa hậu Hoàn vũ 2016 là cuộc thi Hoa hậu Hoàn vũ lần thứ 65 được tổ chức vào ngày 30 tháng 1 năm 2017 tại Mall of Asia Arena, Pasay, Metro Manila, Philippines. Đây cũng là lần thứ ba Philippines được làm chủ nhà của cuộc thi. Hoa hậu Hoàn vũ 2015 Pia Wurtzbach đến từ Philippines đã trao vương miện cho người kế nhiệm, hoa hậu Iris Mittenaere đến từ Pháp.
Đây là lần thứ hai trong lịch sử của cuộc thi mà bỏ qua đúng năm tổ chức, theo cuộc thi năm 2014 được tổ chức vào tháng 1 năm 2015.

## Kết quả

### Thứ hạng
| Kết quả              | Thí sinh                                                                                              |
| -------------------- | --- |
| Hoa hậu Hoàn vũ 2016 | - Pháp – Iris Mittenaere                                                                              |
| Á hậu 1              | - Haiti – Raquel Pélissier                                                                            |
| Á hậu 2              | - Colombia – Andrea Tovar                                                                             |
| Top 6                | - Kenya – Mary Esther Were - Philippines – Maxine Medina - Thái Lan – Chalita Suansane §              |
| Top 9                | - Canada – Siera Bearchell - Mexico – Kristal Silva - Hoa Kỳ – Deshauna Barber                        |
| Top 13               | - Brazil – Raissa Santana - Indonesia – Kezia Warouw - Panamá – Keity Drennan - Perú – Valeria Piazza |

Mall of Asia Arena, địa điểm chính thức diễn ra cuộc thi Hoa hậu Hoàn vũ 2016.

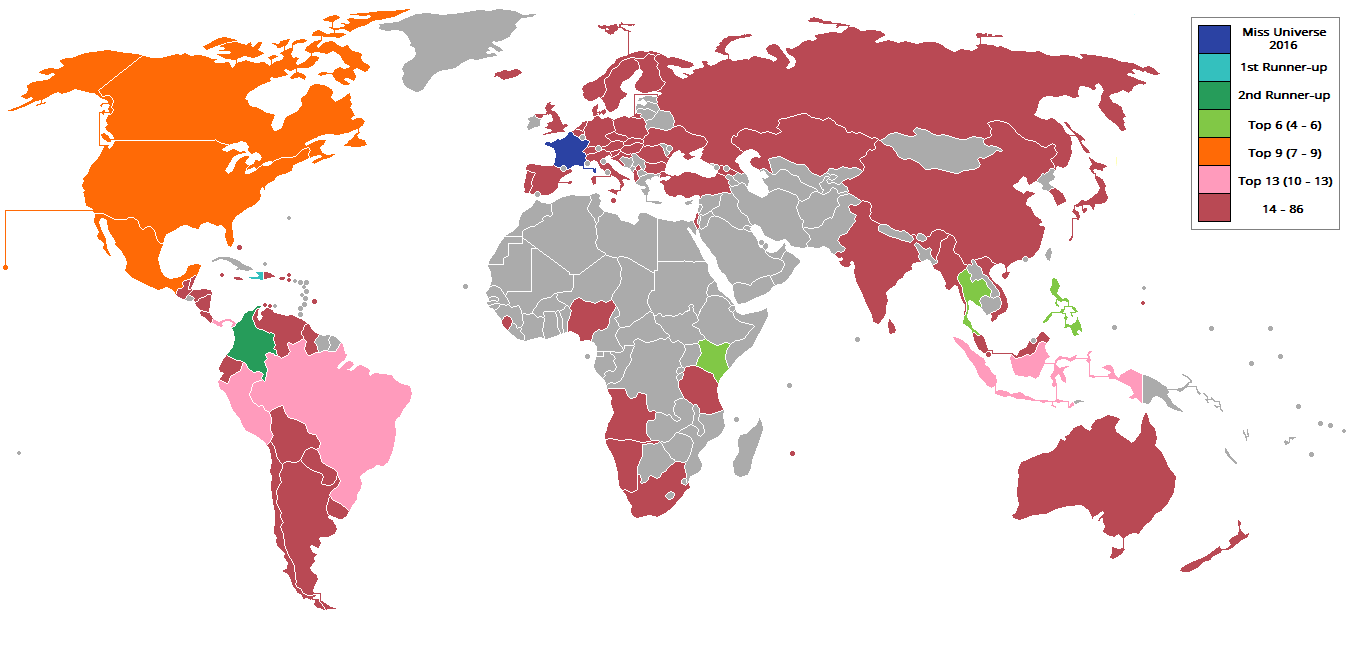
Các quốc gia và lãnh thổ tham gia Hoa hậu Hoàn vũ 2016 và kết quả.

§: Thí sinh được vào thẳng Top 13 do bình chọn qua Internet.

### Các giải thưởng đặc biệt
| Giải thưởng                 | Thí sinh                   |
| --------------------------- | -------------------------- |
| Hoa hậu Thân thiện          | - Hàn Quốc – Jenny Kim     |
| Hoa hậu Ảnh                 | - Albania – Lindita Idrizi |
| Trang phục dân tộc đẹp nhất | - Myanmar – Htet Htet Htun |

### Các giải thưởng khác
| Giải thưởng                | Thí sinh                      |
| -------------------------- | ----------------------------- |
| Hoa hậu Hoàn vũ Hoàn mỹ    | - Venezuela – Mariam Habach   |
| Hoa hậu Thanh lịch Phoenix | - Venezuela – Mariam Habach   |
| Hoa hậu Quý phái Phoenix   | - Philippines – Maxine Medina |
| Hoa hậu Nụ cười Phoenix    | - Indonesia – Kezia Warouw    |

### Thứ tự gọi tên
| 1. Kenya 2. Indonesia 3. Hoa Kỳ 4. Mexico 5. Peru 6. Panama 7. Colombia 8. Philippines 9. Canada 10. Brazil 11. Pháp 12. Haiti 13. Thái Lan | 1. Hoa Kỳ 2. Thái Lan 3. Pháp 4. Mexico 5. Kenya 6. Colombia 7. Canada 8. Haiti 9. Philippines | 1. Pháp 2. Kenya 3. Colombia 4. Philippines 5. Thái Lan 6. Haiti | 1. Colombia 2. Pháp 3. Haiti |

## Tổ chức của cuộc thi

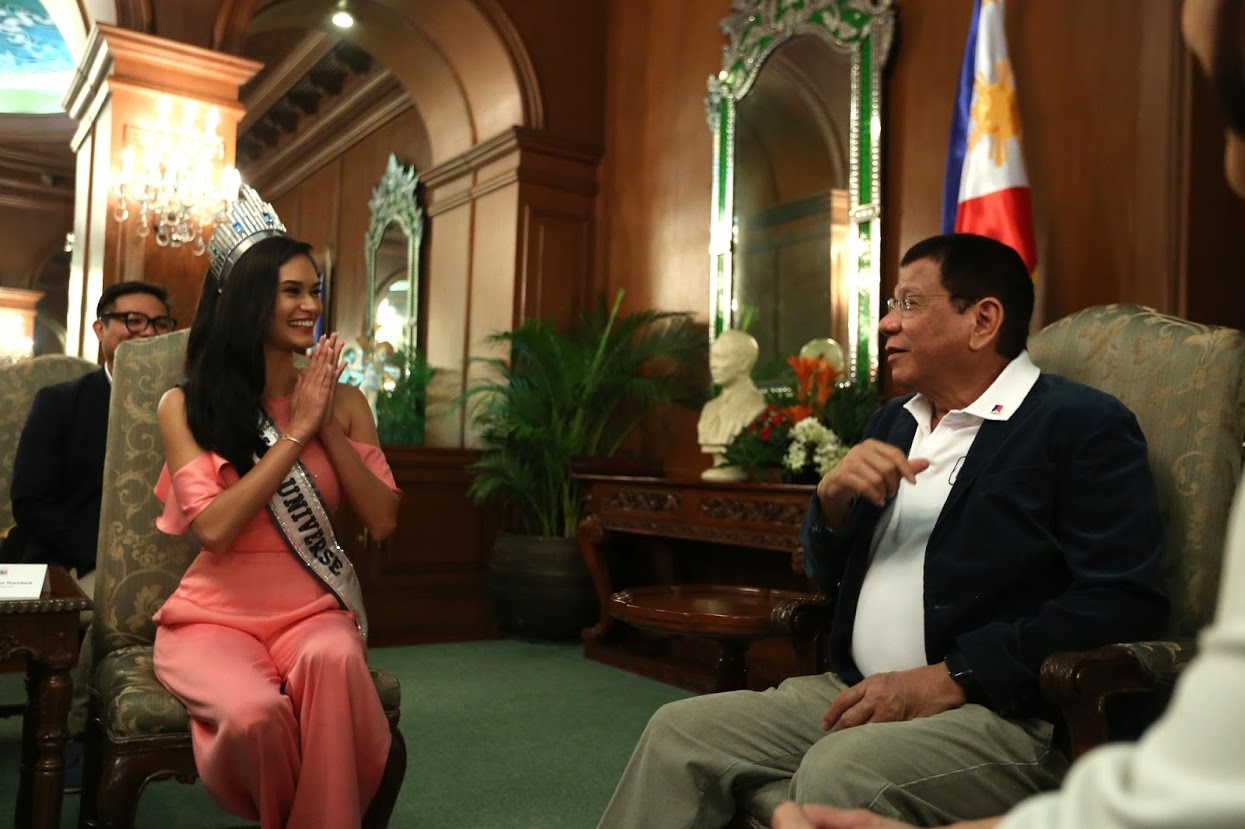
Hoa hậu Hoàn vũ 2015 Pia Wurtzbach trong cuộc gặp với Tổng thống Philippines Rodrigo Duterte.

Vào ngày 18 tháng 7 năm 2016, Hoa hậu Hoàn vũ 2015 Pia Wurtzbach đã có cuộc gặp với Tổng thống Philippines Rodrigo Duterte về việc tổ chức Hoa hậu Hoàn vũ 2016 tại Philippines. 10 ngày sau, Bộ Du lịch của quốc gia này (DOT) tuyên bố rằng Philippines sẽ đăng cai tổ chức cuộc thi Hoa hậu Hoàn vũ 2016 nhưng đến ngày 3 tháng 11 năm 2016, Tổ chức Hoa hậu Hoàn vũ (MUO) chính thức công bố đất nước này sẽ là nơi tổ chức cuộc thi năm nay.
Cuộc thi được tổ chức và tài trợ bởi Tập đoàn LCS, DOT và MUO.

### Địa điểm chính
Tháng 9 năm 2016, Mall of Asia Arena ở Pasay được công bố là nơi đăng quang chính thức của cuộc thi theo như Bộ trưởng Du lịch Philippines Wanda Corazon Teo. Đây là nơi vừa diễn ra đêm chung kết cuộc thi Hoa hậu Trái Đất 2016. Theo đề xuất của Bộ Du Lịch , một địa điểm khác là Trung tâm Sự kiện Philippines ở Santa Maria và Bocaue, Bulacan là địa điểm tổ chức lễ đăng quang chính của cuộc thi, nhưng Tổ chức Hoa hậu Hoàn vũ đã không chấp thuận địa điểm vì "lý do an ninh".

### Truyền thông
Một chương trình truyền hình thực tế mang tên "Journey to the Crown" (Hành trình tới vương miện) và một lễ kỷ niệm đã được phát sóng trên ETC vào ngày 6 tháng 11 năm 2016 tại Philippines được coi một phần truyền thông của cuộc thi.

## Các chương trình trong cuộc thi

### Sư kiện khởi động
Một buổi tiệc được tổ chức vào ngày 9 tháng 12 năm 2016 tại Khách sạn Conrad Manila, Pasay, đánh dấu sự khởi đầu của cuộc thi. Mười thí sinh từ khu vực Châu Á Thái Bình Dương và Hoa hậu Mỹ Deshauna Baber đã tham dự sự kiện này.
- Úc – Caris Tiivel
- Indonesia – Kezia Warouw
- Nhật Bản – Sari Nakazawa
- Hàn Quốc – Jenny Kim
- Malaysia – Kiran Jassal
- Myanmar – Htet Htet Htun
- New Zealand – Tania Dawson
- Philippines – Maxine Medina
- Thái Lan – Chalita Suansane
- Việt Nam – Đặng Thị Lệ Hằng

### Sự kiện khác của cuộc thi
Cùng với cuộc thi chính, các sự kiện phụ đã được tổ chức và không ảnh hưởng đến tổng điểm cuộc thi của các thí sinh. Các thí sinh dự kiến sẽ tham gia vào các chương trình thời trang ở Davao, Cebu, và Vigan. Mỗi địa điểm có một chủ đề thời trang khác nhau.
Vào ngày 13 tháng 12 năm 2016, một số ứng cử viên của cuộc thi có một buổi chụp ảnh với cá mập voi ở Oslob, Cebu. Hoạt động này đã bị Tổ chức Greenpeace Đông Nam Á bảo vệ sinh vật biển và các nhóm bảo tồn động vật hoang dã khác tại Philippines chỉ trích vì chúng là loài nguy cấp. Bộ Du lịch (DOT) cho biết chỉ có năm ứng viên có mặt và hoạt động này đã được kiểm tra kĩ. Sau những lời chỉ trích, DOT đã xem xét để thực hiện hoạt động xem cá voi cho chương trình cuối cùng ở Donsol, Sorsogon để thay thế.
Chương trình trình diễn trang phục truyền thống được thực hiện vào ngày 27 tháng 1 năm 2016 và không ảnh hưởng đến điểm số của các thí sinh.

### Sơ khảo
Tại Mall of Asia Arena, tất cả 86 thí sinh đều tham dự cuộc thi áo tắm và dạ hội trước một ban giám khảo. Các điểm số từ vòng sơ khảo này cùng với phần phỏng vấn sẽ xác định Top 13 của cuộc thi Hoa hậu Hoàn vũ. Vòng sơ khảo được dẫn chương trình bởi Pia Wurtzbach và diễn viên người Philippines - Anh Derek Ramsay.

#### Ban giám khảo

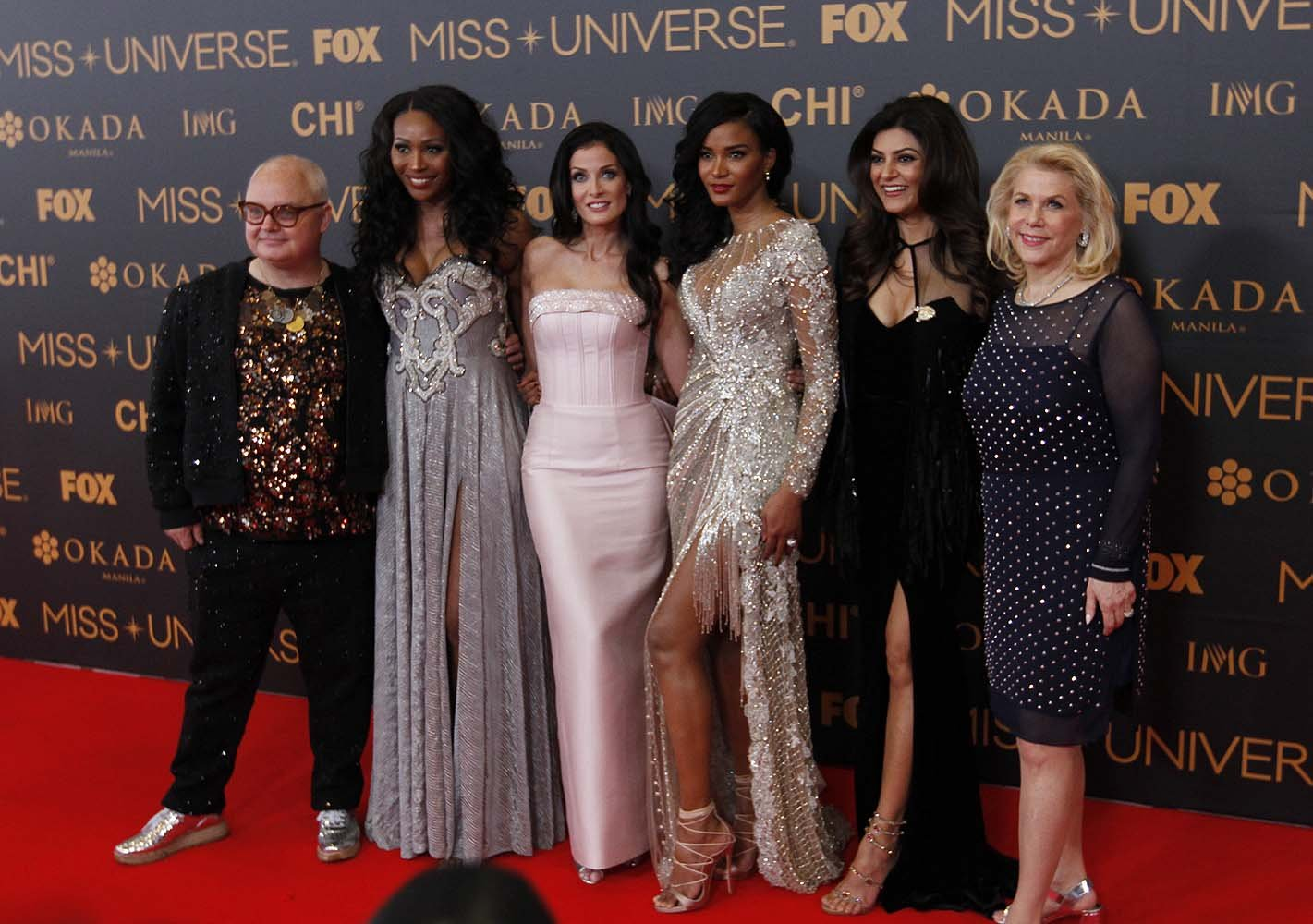
Ban giám khảo của cuộc thi Hoa hậu Hoàn vũ 2016.

- Cynthia Bailey – Nữ diễn viên, người mẫu, và ngôi sao của "The Real Housewives of Atlanta'
- Rob Goldstone – Cựu nhà báo, nhà quảng cáo và giám đốc tiếp thị quốc tế.
- Francine LeFrak – Người sáng lập tổ chức phi lợi nhuận Same Sky[26], nhà sản xuất phim truyền hình và chương trình giải trí.
- Riyo Mori – Hoa hậu Hoàn vũ 2007 đến từ Nhật Bản.
- Fred Nelson – Chủ tịch, nhà sản xuất điều hành của People's Choice Awards.
- Dayanara Torres - Hoa hậu Hoàn vũ 1993 đến từ Puerto Rico.

### Chung kết
Chương trình này dự kiến bắt đầu lúc 5 giờ sáng (UTC + 08:00) nhưng sau đó đã thông báo rằng chương trình sẽ bắt đầu từ 8 giờ sáng đến 11 giờ sáng theo giờ địa phương.
Solar Entertainment, một trong những đối tác của người tổ chức cuộc thi, được giao nhiệm vụ đưa tin tức về cuộc thi ở Philippines. Vào tháng 12 năm 2016, TV5, mạng GMA và ABS-CBN được trao quyền phát sóng trực tiếp của cuộc thi. Vào đầu tháng 11, có thông báo rằng "tất cả các mạng lưới truyền hình địa phương" bao gồm GMA Network và TV5 sẽ phát sóng cuộc thi theo yêu cầu của Tổng thống Rodrigo Duterte. Ngoài ra, TV5 có độc quyền phát sóng vòng sơ khảo cũng như các quyền kỹ thuật số độc quyền của Philippines.

#### Dẫn chương trình

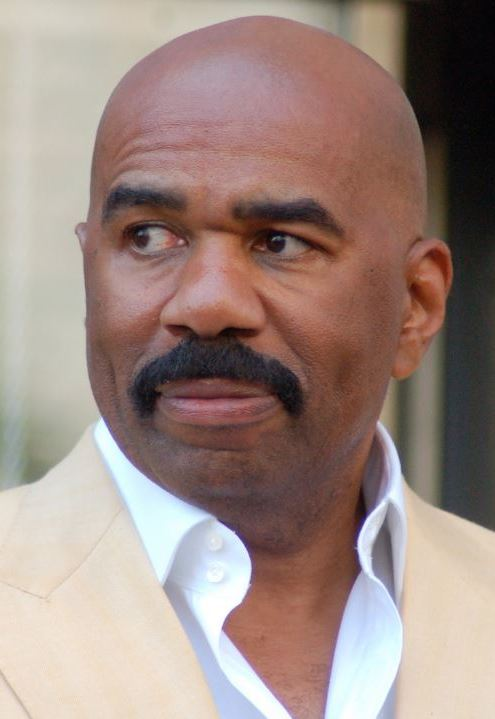
Steve Harvey trở lại và dẫn chương trình trong cuộc thi năm nay

Steve Harvey trở lại làm người dẫn chương trình MC trong năm nay.
MC người Mỹ Steve Harvey đã có hợp đồng năm năm với Tổ chức Hoa hậu Hoàn vũ trong việc đảm nhận dẫn chương trình Hoa hậu Hoàn vũ. Tổng thống Philippines Rodrigo Duterte bày tỏ sự lo ngại khi Harvey dẫn chương trình vì sự kiện Harvey thông báo nhầm người chiến thắng trong cuộc thi năm ngoái. Để đáp lại, Bộ trưởng Bộ Du lịch Philippines Wanda Teo đã đề xuất ý tưởng có một nữ MC người Philippines đồng dẫn chương trình. Vào ngày 3 tháng 11 năm 2016, Harvey được xác nhận trở lại làm người dẫn chương trình chính thức của cuộc thi.
Siêu mẫu người Mỹ Ashley Graham phụ trách bên trong hậu trường.

#### Ban giám khảo
- Cynthia Bailey – Nữ diễn viên, người mẫu, ngôi sao của "The Real Housewives of Atlanta".[36]
- Mickey Boardman – Tổng biên tập Tạp chí Paper[36]
- Francine LeFrak – Người sáng lập tổ chức phi lợi nhuận Same Sky[26], nhà sản xuất phim truyền hình và chương trình giải trí[36].
- Leila Lopes – Hoa hậu Hoàn vũ 2011 đến từ Angola[36].
- Sushmita Sen – Hoa hậu Hoàn vũ 1994 đến từ Ấn Độ[36][37].
- Dayanara Torres – Hoa hậu Hoàn vũ 1993 đến từ Puerto Rico[36].

#### Giải trí, trình diễn
Các nghệ sỹ người Mỹ Flo Rida và nhóm nhạc Boyz II Men là những nghệ sĩ biểu diễn âm nhạc trong chương trình chung kết của cuộc thi'

#### Chương trình

Iris Mittenaere chào đón người hâm mộ trong một cuộc họp báo được tổ chức sau đêm chung kết.

Mười hai thí sinh giành được điểm cao nhất sau vòng sơ khảo được tổ chức vào ngày 26 tháng 1 và các vòng phỏng vấn đóng được thông báo nằm trong Top 13. Thí sinh thứ 13 Chalita Suansane đến từ Thái Lan là người chiến thắng trong vòng bình chọn online được vào thẳng Top 13. Sau vòng thi Áo tắm, từ 13 thí sinh, 9 thí sinh có điểm trung bình cao nhất từ các giám khảo và bình chọn trực tuyến toàn cầu được chọn vào Top 9.
Sau đó 6 thí sinh có điểm số cao nhất tiến vào Top 6 và đến vòng trả lời câu hỏi. Các thí sinh sẽ được hỏi về các vấn đề trong nước của chính quốc gia họ hoặc về vấn đề quốc tế. Các thí sinh của Pháp, Colombia và Thái Lan đã sử dụng phiên dịch viên để trả lời câu hỏi. Ba thí sinh có câu trả lời hay nhất được thông báo vào Top 3 và sau đó tất cả đều phải trả lời một câu hỏi chung là kể lại một sự thất bại của mình trong cuộc sống và rút ra được bài học gì cho bản thân. Cuối buổi chung kết, Hoa hậu Pháp - Iris Mittenaere được công bố là Hoa hậu Hoàn vũ 2016.

#### Trang phục truyền thống đẹp nhất
Trong chương trình chung kết, người chiến thắng của cuộc thi "Trang phục truyền thống" được tổ chức vào ngày 27 tháng 1 năm 2016 đã được công bố. Hoa hậu Myanmar, Htet Htet Htun, được trao giải Trang phục truyền thống đẹp nhất. Bộ trang phục của cô nặng 40 kg (88 lb) bao gồm Chùa Shwedagon và đền thờ Pagan, và cô biểu diễn tượng trưng cho những con rối truyền thống Myanmar.

### Buổi tiệc chia tay
Một buổi tiệc chúc mừng đã được tổ chức tại khách sạn Okada Manila. Trong sự kiện này, Jenny Kim đến từ Hàn Quốc được trao giải thưởng Hoa hậu Thân thiện và Lindita Idrizi đến từ Albania được trao giải Hoa hậu Ảnh. Các giải thưởng đã không được công bố trong suốt chương trình chung kết do không có đủ thời gian.

## Nhạc nền
- Giới thiệu: "In The Ayer", "Low", "My House" của Flo Rida (hát trực tiếp)
- Phần thi Áo tắm: "I Took a Pill in Ibiza" (SeeB remix) của Mike Posner, "Don't Let Me Down" của The Chainsmokers, Daya
- Phần thi Trang phục dạ hội: "Gold" của Kiiara
- Nhìn lại Top 3: "On Bended Knee", "I'll Make Love to You" và "End of the Road" của Boyz II Men (hát trực tiếp)

## Thí sinh tham gia
Cuộc thi có tổng cộng 86 thí sinh tham gia:
| Quốc gia/Lãnh thổ     | Thí sinh                 | Tuổi | Chiều cao           | Quê quán         |
| --------------------- | ------------------------ | ---- | ------------------- | ---------------- |
| Albania               | Lindita Idrizi           | 20   | 1,80 m (5 ft 11 in) | Elbasan          |
| Angola                | Luísa Baptista           | 21   | 1,75 m (5 ft 9 in)  | Cuando Cubango   |
| Argentina             | Estefanía Bernal         | 21   | 1,73 m (5 ft 8 in)  | Buenos Aires     |
| Aruba                 | Charlene Leslie          | 24   | 1,80 m (5 ft 11 in) | Oranjestad       |
| Úc                    | Caris Tiivel             | 23   | 1,78 m (5 ft 10 in) | Perth            |
| Áo                    | Dajana Dzinic            | 21   | 1,70 m (5 ft 7 in)  | Vienna           |
| Bahamas               | Cherell Williamson       | 24   | 1,83 m (6 ft 0 in)  | Nassau           |
| Barbados              | Shannon Harris           | 22   | 1,75 m (5 ft 9 in)  | Bridgetown       |
| Bỉ                    | Stephanie Geldhof        | 19   | 1,73 m (5 ft 8 in)  | Aalst            |
| Belize                | Rebecca Rath             | 23   | 1,73 m (5 ft 8 in)  | Dangriga         |
| Bolivia               | Antonella Moscatelli     | 21   | 1,75 m (5 ft 9 in)  | Santa Cruz       |
| Brazil                | Raissa Santana           | 21   | 1,75 m (5 ft 9 in)  | Itaberaba        |
| Quần đảo Virgin (Anh) | Erika Creque             | 22   | 1,68 m (5 ft 6 in)  | Road Town        |
| Bulgaria              | Violina Ancheva          | 21   | 1,73 m (5 ft 8 in)  | Sofia            |
| Canada                | Siera Bearchell          | 23   | 1,75 m (5 ft 9 in)  | Moose Jaw        |
| Quần đảo Cayman       | Monyque Brooks           | 25   | 1,75 m (5 ft 9 in)  | West Bay         |
| Chile                 | Catalina Cáceres         | 26   | 1,75 m (5 ft 9 in)  | Santiago         |
| Trung Quốc            | Li Zhenying              | 21   | 1,78 m (5 ft 10 in) | Thượng Hải       |
| Colombia              | Andrea Tovar             | 23   | 1,78 m (5 ft 10 in) | Quibdó           |
| Costa Rica            | Carolina Rodríguez       | 27   | 1,70 m (5 ft 7 in)  | Alajuela         |
| Croatia               | Barbara Filipović        | 19   | 1,75 m (5 ft 9 in)  | Zagreb           |
| Curaçao               | Chanelle de Lau          | 21   | 1,80 m (5 ft 11 in) | Willemstad       |
| Cộng hòa Séc          | Andrea Bezděková         | 21   | 1,75 m (5 ft 9 in)  | Prague           |
| Đan Mạch              | Christina Mikkelsen      | 24   | 1,75 m (5 ft 9 in)  | Copenhagen       |
| Cộng hòa Dominica     | Rosalba Garcías          | 24   | 1,80 m (5 ft 11 in) | Maimón           |
| Ecuador               | Connie Jiménez           | 21   | 1,75 m (5 ft 9 in)  | Ventanas         |
| Phần Lan              | Shirly Karvinen          | 24   | 1,70 m (5 ft 7 in)  | Helsinki         |
| Pháp                  | Iris Mittenaere          | 24   | 1,73 m (5 ft 8 in)  | Paris            |
| Georgia               | Nuka Karalashvili        | 25   | 1,73 m (5 ft 8 in)  | Tbilisi          |
| Đức                   | Johanna Acs              | 24   | 1,78 m (5 ft 10 in) | Eschweiler       |
| Anh Quốc              | Jaime-Lee Faulkner       | 27   | 1,73 m (5 ft 8 in)  | Sheffield        |
| Guam                  | Muñeka Taisipic          | 19   | 1,68 m (5 ft 6 in)  | Yona             |
| Guatemala             | Virginia Argueta         | 22   | 1,70 m (5 ft 7 in)  | Jutiapa          |
| Guyana                | Soyini Fraser            | 26   | 1,78 m (5 ft 10 in) | Georgetown       |
| Haiti                 | Raquel Pélissier         | 25   | 1,80 m (5 ft 11 in) | Port-au-Prince   |
| Honduras              | Sirey Moran              | 26   | 1,75 m (5 ft 9 in)  | El Progreso      |
| Hungary               | Veronika Bodizs          | 24   | 1,73 m (5 ft 8 in)  | Budapest         |
| Iceland               | Hildur María Leifsdóttir | 24   | 1,68 m (5 ft 6 in)  | Kópavogur        |
| Ấn Độ                 | Roshmitha Harimurthy     | 22   | 1,75 m (5 ft 9 in)  | Bangalore        |
| Indonesia             | Kezia Warouw             | 25   | 1,83 m (6 ft 0 in)  | Manado           |
| Israel                | Yam Kaspers Anshel       | 18   | 1,78 m (5 ft 10 in) | Herzliya         |
| Ý                     | Sophia Sergio            | 24   | 1,83 m (6 ft 0 in)  | Naples           |
| Jamaica               | Isabel Dalley            | 20   | 1,88 m (6 ft 2 in)  | Montego Bay      |
| Nhật Bản              | Sari Nakazawa            | 23   | 1,70 m (5 ft 7 in)  | Shiga            |
| Kazakhstan            | Darina Kulsitova         | 19   | 1,68 m (5 ft 6 in)  | Semey            |
| Kenya                 | Mary Esther Were         | 27   | 1,80 m (5 ft 11 in) | Nairobi          |
| Hàn Quốc              | Jenny Kim                | 23   | 1,73 m (5 ft 8 in)  | Seoul            |
| Kosovo                | Camila Barraza           | 23   | 1,78 m (5 ft 10 in) | Pristina         |
| Malaysia              | Kiran Jassal             | 20   | 1,70 m (5 ft 7 in)  | Subang Jaya      |
| Malta                 | Martha Fenech            | 26   | 1,70 m (5 ft 7 in)  | St. Julian's     |
| Mauritius             | Kushboo Ramnawaj         | 26   | 1,73 m (5 ft 8 in)  | Rivière Du Poste |
| México                | Kristal Silva            | 25   | 1,78 m (5 ft 10 in) | Ciudad Victoria  |
| Myanmar               | Htet Htet Htun           | 24   | 1,70 m (5 ft 7 in)  | Yangon           |
| Namibia               | Lizelle Esterhuizen      | 20   | 1,83 m (6 ft 0 in)  | Windhoek         |
| Hà Lan                | Zoey Ivory               | 23   | 1,80 m (5 ft 11 in) | Almere           |
| New Zealand           | Tania Dawson             | 24   | 1,65 m (5 ft 5 in)  | Auckland         |
| Nicaragua             | Marina Jacoby            | 21   | 1,73 m (5 ft 8 in)  | Matagalpa        |
| Nigeria               | Unoaku Anyadike          | 22   | 1,83 m (6 ft 0 in)  | Lagos            |
| Na Uy                 | Christina Waage          | 21   | 1,73 m (5 ft 8 in)  | Nes              |
| Panamá                | Keity Drennan            | 26   | 1,75 m (5 ft 9 in)  | Thành phố Panama |
| Paraguay              | Andrea Melgarejo         | 22   | 1,78 m (5 ft 10 in) | Villarrica       |
| Perú                  | Valeria Piazza           | 26   | 1,75 m (5 ft 9 in)  | Lima             |
| Philippines           | Maxine Medina            | 26   | 1,73 m (5 ft 8 in)  | Quezon City      |
| Ba Lan                | Izabella Krzan           | 21   | 1,80 m (5 ft 11 in) | Olsztyn          |
| Bồ Đào Nha            | Flávia Brito             | 23   | 1,70 m (5 ft 7 in)  | Vilamoura        |
| Puerto Rico           | Brenda Jiménez           | 22   | 1,78 m (5 ft 10 in) | Aguadilla        |
| Romania               | Teodora Dan              | 27   | 1,75 m (5 ft 9 in)  | Bucharest        |
| Nga                   | Yuliana Korolkova        | 22   | 1,73 m (5 ft 8 in)  | Orsk             |
| Sierra Leone          | Hawa Kamara              | 26   | 1,70 m (5 ft 7 in)  | Freetown         |
| Singapore             | Cheryl Chou              | 20   | 1,68 m (5 ft 6 in)  | Singapore        |
| Slovakia              | Zuzana Kollárová         | 25   | 1,73 m (5 ft 8 in)  | Bratislava       |
| Slovenia              | Lucija Potočnik          | 25   | 1,73 m (5 ft 8 in)  | Maribor          |
| Nam Phi               | Ntandoyenkosi Kunene     | 24   | 1,75 m (5 ft 9 in)  | Mkhondo          |
| Tây Ban Nha           | Noelia Freire            | 24   | 1,73 m (5 ft 8 in)  | Ciudad Real      |
| Sri Lanka             | Jayathi De Silva         | 26   | 1,73 m (5 ft 8 in)  | Colombo          |
| Thụy Điển             | Ida Ovmar                | 21   | 1,73 m (5 ft 8 in)  | Luleå            |
| Thụy Sĩ               | Dijana Cvijetić          | 23   | 1,70 m (5 ft 7 in)  | Gossau           |
| Tanzania              | Jihan Dimachk            | 20   | 1,75 m (5 ft 9 in)  | Dar es Salaam    |
| Thái Lan              | Chalita Suansane         | 22   | 1,70 m (5 ft 7 in)  | Samut Prakan     |
| Thổ Nhĩ Kỳ            | Tansu Sila Çakir         | 21   | 1,73 m (5 ft 8 in)  | Istanbul         |
| Ukraine               | Alena Spodynyuk          | 19   | 1,73 m (5 ft 8 in)  | Kiev             |
| Uruguay               | Magdalena Cohendet       | 22   | 1,73 m (5 ft 8 in)  | Artigas          |
| Hoa Kỳ                | Deshauna Barber          | 27   | 1,75 m (5 ft 9 in)  | Washington, D.C  |
| Quần đảo Virgin (Mỹ)  | Carolyn Carter           | 27   | 1,70 m (5 ft 7 in)  | Saint Croix      |
| Venezuela             | Mariam Habach            | 21   | 1,83 m (6 ft 0 in)  | El Tocuyo        |
| Việt Nam              | Đặng Thị Lệ Hằng         | 23   | 1,75 m (5 ft 9 in)  | Đà Nẵng          |

## Thông tin về các cuộc thi quốc gia

### Tham gia lần đầu
- Sierra Leone

### Trở lại
- Lần cuối tham gia vào năm 2001:
  -  Malta
- Lần cuối tham gia vào năm 2007:
  -  Barbados
  -  Belize
- Lần cuối tham gia vào năm 2009:
  -  Iceland
- Lần cuối tham gia vào năm 2011:
  -  Quần đảo Virgin (Mỹ)
- Lần cuối tham gia vào năm 2013:
  -  Namibia
  -  Romania
- Lần cuối tham gia vào năm 2014:
  -  Guam
  -  Kazakhstan
  -  Kenya
  -  Slovenia
  -  Sri Lanka
  -  Thụy Sĩ

### Chỉ định
- Nigeria – Unoaku Anyadike là MBGN 2015 (Cô gái đẹp nhất Nigeria 2015) được Silverbird Group, nhà phát hành giấy phép của Hoa hậu Hoàn vũ ở Nigeria chỉ định tham gia Hoa hậu Hoàn vũ 2016 sau khi cuộc thi MBGN 2016 đã bị huỷ bỏ do cuộc suy thoái kinh tế của nước này. Anyadike đã đăng quang MBGN 2015 và tham gia Hoa hậu Thế giới 2015.
- Panama – Keity Drennan được chỉ định là "Hoa hậu Hoàn vũ Panama 2016" tại một buổi lễ do Hoa hậu Hoàn vũ 2002 Justine Pasek và Cesar Anel Rodríguez, giám đốc quốc gia của cuộc thi Señorita Panamá, sau khi họ được chỉ định làm chủ nhượng quyền thương mại mới cho Hoa hậu Hoàn vũ Panama. Trước đây, Tổng công ty Medcom, dưới sự chỉ đạo của Marisela Moreno, đã tổ chức nhượng quyền thương mại cho Hoa hậu Hoàn vũ ở Panama.
- Romania – Teodora Dan được chỉ định làm "Hoa hậu Hoàn vũ Romania 2016" sau khi một cuộc tuyển chọn đã được tổ chức bởi giám đốc quốc gia Ernest Hadrian Böhm, người đã nhận được giấy phép nhượng quyền thương mại của Hoa hậu Hoàn vũ ở Romania[46].
- Thụy Sĩ – Dijana Cvijetić được chỉ định làm "Hoa hậu Hoàn vũ Thụy Sĩ 2016" bởi Veeranda Aeberli, giám đốc quốc gia mới của cuộc thi Hoa hậu Hoàn vũ Thụy Sĩ, vì thiếu thời gian để tổ chức cuộc thi quốc gia. Trước đây, François Matthey đã tổ chức nhượng quyền thương mại cho Hoa hậu Hoàn vũ ở Thụy Sĩ.
- Quần đảo Virgin (Mỹ) – Carolyn Carter được chỉ định là "Hoa hậu Hoàn vũ Quần đảo Virgin (Mỹ)" 2016 bởi Tom Youth, giám đốc quốc gia của cuộc thi Hoa hậu Hoàn vũ Quần đảo Virgin (Mỹ).
- Việt Nam – Đặng Thị Lệ Hằng được chỉ định làm "Hoa hậu Hoàn vũ Việt Nam 2016" bởi Tony Nguyễn Quốc Toản, giám đốc quốc gia của cuộc thi Hoa hậu Hoàn vũ Việt Nam sau khi Á hậu 1 Ngô Trà My từ chối tham gia cuộc thi và kết hôn. Cô là Á hậu 2 trong cuộc thi Hoa hậu Hoàn vũ Việt Nam 2015. Phiên bản tiếp theo của Hoa hậu Hoàn vũ Việt Nam sẽ diễn ra vào năm 2017.

### Thay thế
- Bỉ – Stephanie Geldhof được chỉ định tham gia cuộc thi Hoa hậu Hoàn vũ 2016 bởi Darline Devos, chủ tịch của cuộc thi Hoa hậu Bỉ, thay thế cho Lenty Frans, Hoa hậu Bỉ 2016. Lenty Frans chỉ tham dự cuộc thi Hoa hậu Thế giới năm 2016 do lịch tổ chức Hoa hậu Bỉ 2017 diễn ra vào đầu tháng 1 năm 2017 bị trùng với lịch của cuộc thi Hoa hậu Hoàn vũ 2016. Geldhof là Á hậu 1 tại cuộc thi Hoa hậu Bỉ 2016.
- Bolivia – Paula Schneider được trao danh hiệu "Hoa hậu Hoàn vũ Bolivia 2015" và có quyền tham dự cuộc thi Hoa hậu Hoàn vũ 2016; tuy nhiên, Schneider đã từ chối tham gia vào tháng 1 năm 2016 vì lý do cá nhân. Antonella Moscatelli, Hoa hậu Hoàn vũ Bolivia 2016 đã thay thế Schneider làm đại diện của Bolivia tại cuộc thi Hoa hậu Hoàn vũ 2016[47].
- Kazakhstan – Darina Kulsitova được tổ chức Hoa hậu Kazakhstan chỉ định tham gia Hoa hậu Hoàn vũ 2016 sau khi Hoa hậu Kazakhstan 2015 Regina Valter đã bị truất quyền thi đấu vì đã kết hôn. Thông báo được đưa ra một ngày trước khi các thí sinh chính thức bắt đầu đến Philippines. Darina trước đây đã thi đấu tại cuộc thi quốc gia Hoa hậu Kazakhstan 2014.
- Hàn Quốc – Jenny Kim được chỉ định để tham dự Hoa hậu Hoàn vũ 2016 bởi Park Jeong-ah, giám đốc quốc gia của cuộc thi Hoa hậu Hoàn vũ Hàn Quốc và cũng là chủ sở hữu nhượng quyền thương hiệu mới cho Hoa hậu Hoàn vũ tại Hàn Quốc. Kim đã thay thế cho Min-ji Lee là Hoa hậu Hàn Quốc 2015, người sẽ không tham dự cuộc thi Hoa hậu Hoàn vũ năm 2016 sau khi Hanju E & M, tổ chức cuộc thi Hoa hậu Hàn Quốc, đã đánh mất quyền thương hiệu Hoa hậu Hoàn vũ. Park Jeong-ah cũng là chủ sở hữu cuộc thi Hoa hậu Thế giới tại Hàn Quốc và Kim là Á hậu 1 trong cuộc thi Hoa hậu Thế giới Hàn Quốc 2015.
- Mauritius – Kushboo Ramnawaj được chọn và chỉ định tham gia Hoa hậu Hoàn vũ 2016 bởi Nevin Rupear, giám đốc quốc gia của Tổ chức Estrella Mauritius sau khi ông được bổ nhiệm làm chủ tịch nhượng quyền mới cho Hoa hậu Hoàn vũ ở Mauritius. Ramnawaj thay thế Danika Atchia, Hoa hậu Mauritius 2015, người đã được trao danh hiệu bởi chủ sở hữu nhượng quyền trước đó là Primerose Obeegadoo và sẽ đại diện cho Mauritius tại Hoa hậu Hoàn vũ 2016. Ramnawaj đã đăng quang Hoa hậu Mauritius 2014 và dự kiến sẽ tham dự cuộc thi Hoa hậu Hoàn vũ năm 2015 nhưng đã bị thay thế bởi vì bất đồng ý kiến với chủ sở hữu nhượng quyền thương hiệu cũ[48].
- Puerto Rico – Brenda Jiménez được trao danh hiệu "Hoa hậu Hoàn vũ Puerto Rico 2016" bởi Desiree Lowry, giám đốc quốc gia của cuộc thi Hoa hậu Hoàn vũ Puerto Rico, sau khi Kristhielee Caride, người chiến thắng ban đầu, đã bị truất ngôi vì hành vi có thái độ không tốt của cô[49]. Jiménez đại diện cho thành phố Aguadilla tại Hoa hậu Hoàn vũ Puerto Rico 2016 và là Á hậu 1 tại cuộc thi này.
- Nga – Yuliana Korolkova được chỉ định là "Hoa hậu Hoàn vũ Nga 2016" để thay thế cho Yana Dobrovolskaya, người chiến thắng trong cuộc thi Hoa hậu Nga 2016. Yana Dobrovolskaya chỉ tham gia Hoa hậu Thế giới 2016 do lịch tổ chức bị trùng nhau của hai cuộc thi quốc tế. Thông thường, người chiến thắng cuộc thi Hoa hậu Nga thường tham dự cả cuộc thi Hoa hậu Hoàn vũ và Hoa hậu Thế giới. Korolkova đại diện cho Orenburg Oblast tại Hoa hậu Nga 2016 và là Á hậu 1 tại cuộc thi[50].

### Bỏ cuộc
- El Salvador,  Hy Lạp và  Ireland – Không có cuộc thi quốc gia nào được tổ chức và cũng không có chỉ định thí sinh tham dự thay thế.
- Gabon – Không có cuộc thi quốc gia nào được tổ chức do tình trạng rối loạn chính trị và bất ổn ở đất nước này sau cuộc bầu cử tổng thống.
- Ghana – Không có cuộc thi quốc gia nào được tổ chức sau khi RAC (Roberta Annan Consulting), chủ sở hữu nhượng quyền thương hiệu Hoa hậu Hoàn vũ trước đây ở Ghana đã kết thúc hợp đồng kí kết với tổ chức Hoa hậu Hoàn vũ[51].
- Lebanon – Không có cuộc thi quốc gia nào được tổ chức do sự thay đổi quyền sở hữu nhượng quyền thương mại.
- Montenegro và  Serbia – Mặc dù ban đầu được xác nhận tham gia nhưng thí sinh được chọn tham gia đã bị gỡ bỏ khỏi danh sách chính thức trên trang web của Hoa hậu Hoàn vũ. Cả Montenegro và Serbia đều có cùng một chủ sở hữu nhượng quyền thương hiệu.